# Göttinger Sieben

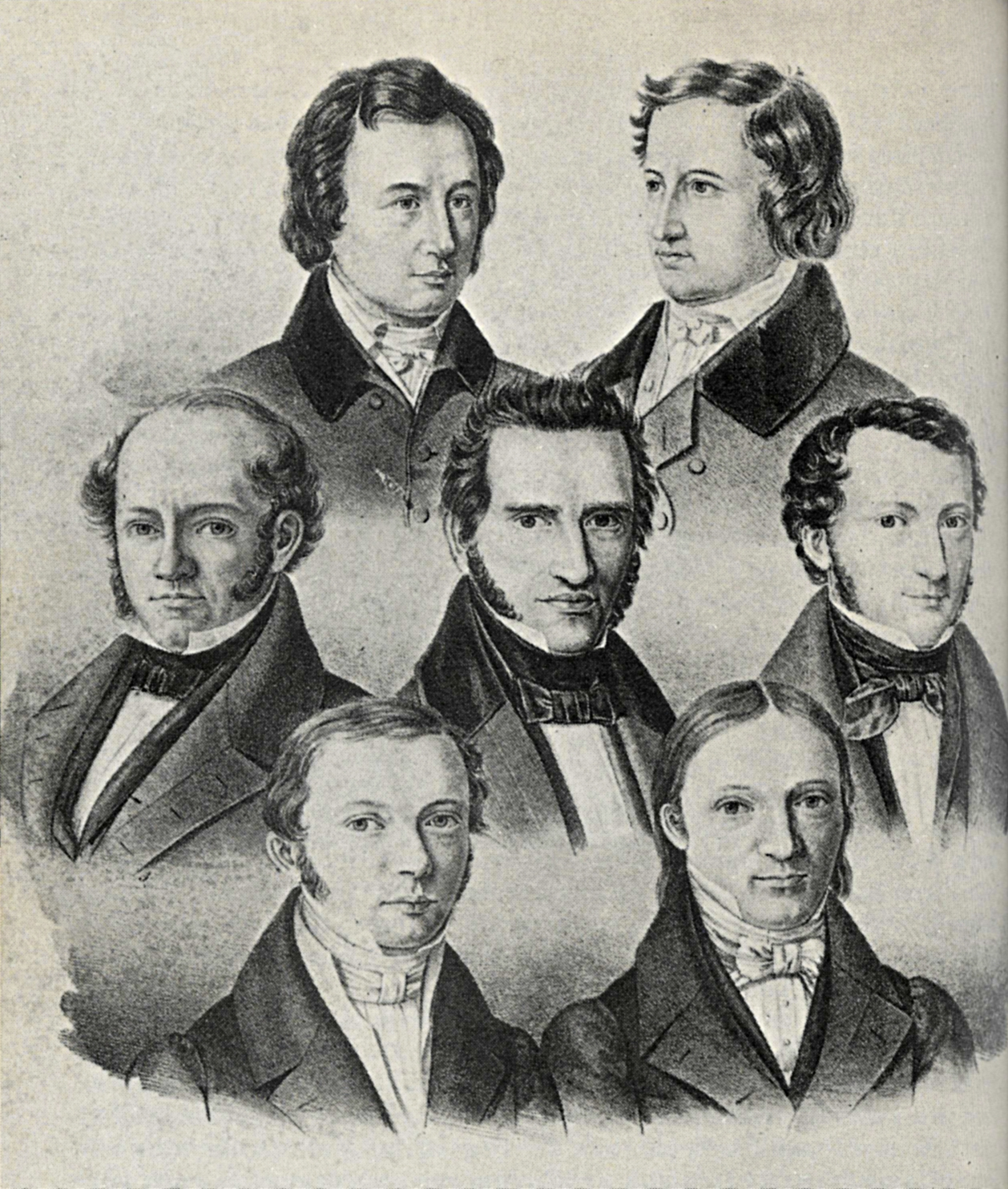
Die Göttinger Sieben, Lithografie nach einer Zeichnung von Carl Rohde, 1837/1838
Oben: Wilhelm und Jacob Grimm
Mitte: Wilhelm Eduard Albrecht,
Friedrich Christoph Dahlmann,
Georg Gottfried Gervinus
Unten: Wilhelm Eduard Weber,
Heinrich Georg August Ewald

Die Göttinger Sieben waren eine Gruppe von Göttinger Professoren, die 1837 gegen die Aufhebung der 1833 eingeführten liberalen Verfassung im Königreich Hannover durch Ernst August I. protestierten. Die sieben Professoren wurden deshalb entlassen; drei von ihnen wurden darüber hinaus des Landes verwiesen.

## Beteiligte
Die Namen dieser sieben Professoren der Georg-August-Universität waren:
- Wilhelm Eduard Albrecht, Staatsrechtler
- Friedrich Christoph Dahlmann, Historiker
- Heinrich Ewald, Orientalist
- Georg Gottfried Gervinus, Literaturhistoriker
- Jacob Grimm, Rechtswissenschaftler und Germanist
- Wilhelm Grimm, Rechtswissenschaftler und Germanist
- Wilhelm Eduard Weber, Physiker

## Geschichte

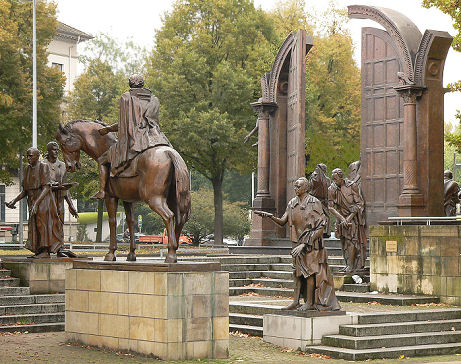
Denkmal der Göttinger Sieben vor dem Niedersächsischen Landtag in Hannover

Nachdem die 123-jährige Personalunion zwischen Großbritannien und Hannover geendet hatte, bestieg Ernst August I. 1837 den Thron im Königreich Hannover. Unmittelbar nach seinem Regierungsantritt hob er die relativ freiheitliche Verfassung, das vier Jahre zuvor in Kraft getretene Staatsgrundgesetz, zum 1. November 1837 auf. Am 18. November des Jahres reichten die Göttinger Sieben schriftlich eine öffentliche „Protestation“ ein.
Ende November 1837 übergaben der Prorektor und die vier Dekane, ohne ein Mandat von der Universität zu haben, dem König im Jagdschloss Rothenkirchen eine Adresse, mit der sich die Universität „von aller Gemeinschaft mit den Sieben lossagt“ und deren Gesinnung schmäht.
Am 12. Dezember 1837 entließ Ernst August I. die Professoren und verwies drei von ihnen – Friedrich Dahlmann, Jacob Grimm und Georg Gottfried Gervinus – sogar des Landes. Diese wurden dann 1840 vom preußischen König Friedrich Wilhelm IV. empfangen, der politisch Verfolgte teilweise rehabilitierte. Gleichzeitig zeigte sich ein großer Solidarisierungseffekt in der Bevölkerung, die den drei Ausgewiesenen ihr Gehalt aus Spendengeldern zahlte. Spätestens hier wurde erkennbar, dass der Liberalismus als Massenbewegung nun nicht mehr durch Beschlüsse und Verordnungen unterdrückt werden konnte.
Alle sieben sind früher oder später wieder in ehrenvolle akademische Wirksamkeit zurückberufen worden, Ewald und Weber sogar nach Göttingen selbst.
Die Protestation, der Protestbrief, fand im ganzen Deutschen Bund Verbreitung und förderte eine liberale Gesinnung. Jacob Grimm begründete später seine Entscheidung zu dem Protest in einer Rechtfertigungsschrift:

„Die Geschichte zeigt uns edle und freie Männer, welche es wagten, vor dem Angesicht der Könige die volle Wahrheit zu sagen; das Befugtsein gehört denen, die den Mut dazu haben. Oft hat ihr Bekenntnis gefruchtet, zuweilen hat es sie verderbt, nicht ihren Namen. Auch die Poesie, der Geschichte Widerschein, unterläßt es nicht, Handlungen der Fürsten nach der Gerechtigkeit zu wägen. Solche Beispiele lösen dem Untertanen seine Zunge, da wo die Not drängt, und trösten über jeden Ausgang.“

In der Frankfurter Nationalversammlung 1848 hatte Jacob Grimm einen Ehrenplatz inne, Albrecht, Dahlmann und Gervinus waren Mitverfasser der gesetzgebenden Initiativen. Der Ruf der Göttinger Universität litt noch lange Zeit an der Entlassung dieser als hervorragend geltenden Lehrer.

## Gedenken

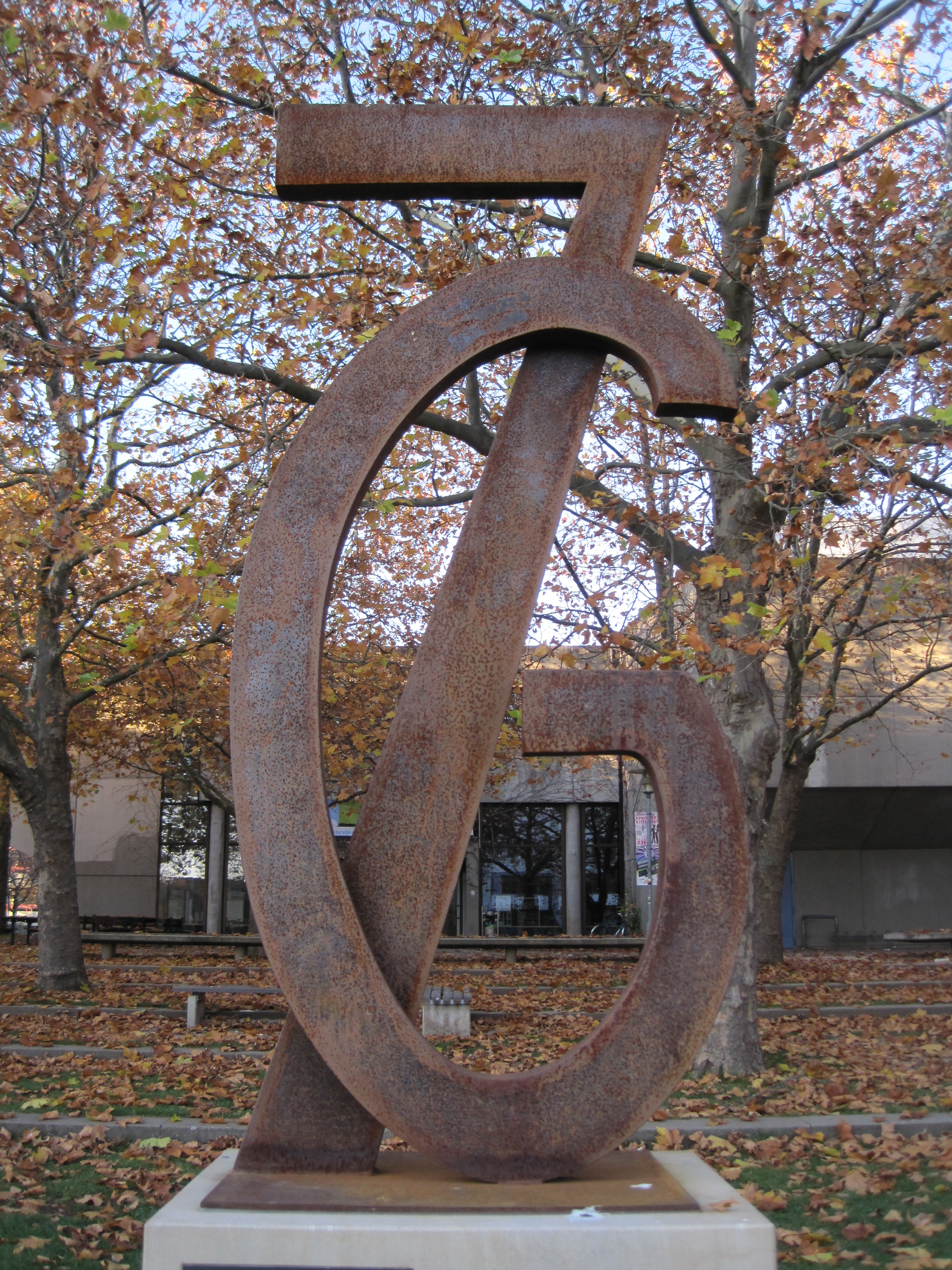
Skulptur von Günter Grass zum Gedenken an die Göttinger Sieben auf dem Universitäts-Campus in Göttingen

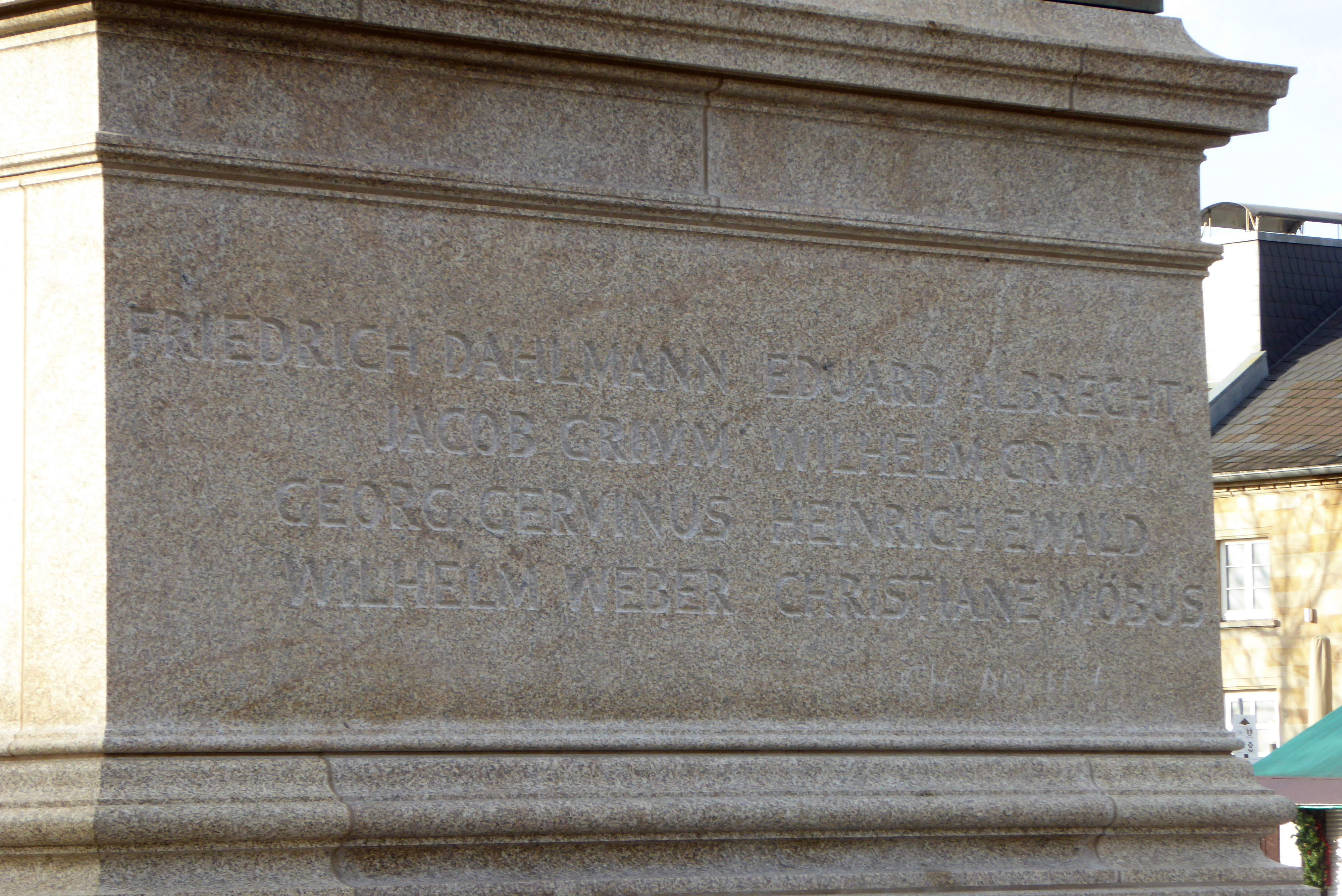
Namensseite des Gegendenkmals von Christiane Möbus auf dem Bahnhofsvorplatz in Göttingen. Zu den „Göttinger Sieben“ (alles Männer) kommt noch eine Frau, die Zivilcourage bewies: Christiane Möbus.

- 1987 wurde in der Aula der Georg-August-Universität Göttingen eine Gedenktafel für die „Göttinger Sieben“ angebracht.
- 1988 enthüllte der Niedersächsische Landtag in Hannover in der Wandelhalle des Leineschlosses eine Gedenktafel für die sieben Professoren.[4]
- 1998 wurde auf einem Vorplatz zum Niedersächsischen Landtag (⊙) am Platz der Göttinger Sieben das bronzene Denkmal der Göttinger Sieben aufgestellt, geschaffen von dem italienischen Künstler Floriano Bodini (1933–2005).[4] → eigener Artikel: Denkmal der Göttinger Sieben (Hannover)
- Seit 2001 befindet sich im Lesesaal der Staats- und Universitätsbibliothek Göttingen am Platz der Göttinger Sieben das Original-Bozetto von Bodini für das Denkmal der Göttinger Sieben in Hannover.
- In Göttingen trägt der zentrale Campus der Georg-August-Universität Göttingen den Namen Platz der Göttinger Sieben. Seit 2011 befindet sich hier eine von Günter Grass gestaltete und von ihm und seinem Verleger Gerhard Steidl gestiftete Skulptur zum Gedenken an die Göttinger Sieben.[5] → eigener Artikel: Denkmal der Göttinger Sieben (Göttingen)
- Am 2. November 2012 erschien eine deutsche 55-Cent-Sonderbriefmarke zum 175. Jahrestag der Entlassung der sieben Männer.[6]
- Am 19. November 2015 wurde auf dem Vorplatz des Bahnhofs Göttingen ein stark kontrovers diskutiertes Denkmal zur Erinnerung an die Göttinger Sieben enthüllt. Es besteht aus einer Nachbildung des Sockels des Ernst-August-Denkmals am Hauptbahnhof Hannover, dem aber die Reiterfigur des Königs fehlt. Auf der einen Seite des Sockels steht die auf das hannoversche Denkmal bezogene, ironische Inschrift „Dem Landesvater seine Göttinger Sieben“. Auf der anderen Sockelseite führte die Künstlerin Christiane Möbus ihren eigenen Namen in der Aufzählung der sieben Professoren auf.[7][8]